# Терми
Термите (от гръцки термос – „горещ“) са антични бани в класическа Гърция. Горещите извори (с температура на водата над средната годишна температура на дадена местност) също се наричат терми.
Строени са към големи домове и гимназиони. В елинистичния период са били ползвани от цялото градско население.
В Древен Рим термите са възникнали по гръцки образец и са станали център на обществения живот. Оттогава понятието „терми“ се свързва с големи имперски къпални комплекси.

## Архитектура
Термите обикновено се изграждали с тухлена зидария. Вътре са били покривани с мрамор, украсявани с мозайки, скулптури и мраморни колони, прозорците и вратите били от бронз. Термите са имали следните помещения, през които се е преминавало последователно при къпането: съблекалня (apodyterium), зала с басейн със студена вода (frigidarium), зала с басейн с топла вода (tepidarium) и зала с басейн с гореща вода (caldarium). Някои бани имали и парно отделение (sudatorium) Съществувала специална отоплителна система (hypocaustum), чрез която се затопляла водата и се отоплявали помещенията с помощта на печки (praefurnium).
Голямо предимство за строеж на терми са имали местата в близост до топли минерални извори.
Известни терми в България са Одесоските терми, Пауталските терми и Термите на Диоклецианопол в Хисаря, Дебелт.
- Римски терми в България
- Варненските терми
- Термите в Кюстендил
- В Долна Баня
- Хисаря
- Дебелт